# 福田誠治
福田誠治（ふくた せいじ、1950年- ）は、日本の教育学者。都留文科大学名誉教授。
岐阜県生まれ。東京大学教育学部卒。同大学院博士課程満期退学、都留文科大学専任講師、助教授、教授。2014年4月に学長、2020年4月に理事長に就任。
2021年3月に理事長を退任。

## 著書
- 『人間の能力と人格 教育原理からみた人間形成論』文化書房博文社、1985
- 『人間形成からみた比較文化 アメリカ、イギリス、旧ソ連、日本の教育と社会』北樹出版、1996
- 『子育ての比較文化』久山社、日本児童文化史叢書　2000
- 『競争しなくても世界一 フィンランドの教育』国民教育文化総合研究所編 アドバンテージサーバー、2005
- 『競争やめたら学力世界一 フィンランド教育の成功』朝日選書　2006
- 『格差をなくせば子どもの学力は伸びる 驚きのフィンランド教育』亜紀書房、2007
- 『競争しても学力行き止まり イギリス教育の失敗とフィンランドの成功』朝日選書　2007
- 『全国学力テストとPISA いま学力が変わる 国民教育文化総合研究所編 アドバンテージサーバー、2007
- 『全国学力テストとイギリス 子どものための教育評価めざして』国民教育文化総合研究所編 アドバンテージサーバー 2007
- 『子どもたちに「未来の学力」を フィンランドの学力観に学べ』東海教育研究所 2008
- 『全国学力テストとPISA 2006 未来への学びに向けて』国民教育文化総合研究所編 アドバンテージサーバー、2008
- 『フィンランドは教師の育て方がすごい』亜紀書房、2009
- 『こうすれば日本も学力世界一 フィンランドから本物の教育を考える』朝日選書　2011
- 『フィンランドはもう「学力」の先を行っている 人生につながるコンピテンス・ベースの教育』亜紀書房 2012
- 『国際バカロレアとこれからの大学入試改革 知を創造するアクティブ・ラーニング』亜紀書房 2015
- 『北欧の学校教育とWell-being PISAが語る子どもたちの幸せ感』東信堂 2021

### 共編著
- 『子どもの発達を考える 教育の転換を求めて』岩本俊郎共著 亜紀書房、1987
- 『原典・西洋近代教育思想史』岩本俊郎共編 文化書房博文社、1989
- 『世界の外国人学校』末藤美津子共編 東信堂、2005

### 翻訳
- ドブロリューボフ、ゲルツェン『革命的民主主義教育論 2』海老原遥共訳 明治図書出版 世界教育学選集　1980
- スティーブン・ボール,デボラ・ヨーデル『公教育にしのびよる私営化』杉田かおり、吉田重和共訳 アドバンテージサーバー 2009

## 参考
- 朝日選書　競争やめたら学力世界一―フィンランド教育の成功 紀伊國屋書店 2022年10月閲覧

- [リンク切れ]